# Llista de les primeres dames dels Estats Units
La primera dama dels Estats Units d'Amèrica és un títol no oficial atorgat a l'esposa del President dels Estats Units d'Amèrica. però, en ocasions, el títols s'ha aplicat a les dones que no eren esposes dels presidents, com ara quan el president era solter, vidu o l'esposa del president no podia exercir els deures com a primera dama. Tot i no tenir funcions oficials ni salari, assisteix a moltes cerimònies oficials i funcions d'estat, juntament amb el president o en lloc seu.
Hi ha hagut un total de cinquanta-quatre primeres dames, quaranta-tres oficials i onze en funcions. Aquesta discrepància existeix perquè alguns presidents tenien diverses primeres dames. Després de la investidura de Joe Biden el 20 de gener de 2021, la seva dona, Jill Biden, es va convertir en la 43a primera dama oficial.
A dia d'avui hi han cinc primeres dames vives: Rosalynn Carter, casada amb Jimmy Carter; Hillary Clinton, casada amb Bill Clinton; Laura Bush, casada amb George W. Bush, Michelle Obama, casada amb Barack Obama i Melania Trump, casada amb Donald Trump. La primera primera dama va ser Martha Washington, casada amb George Washington.

## Llistat
| #  | Retrat                                     | Nom                                                               | Mandat                                        | President                                  |
| -- | ------------------------------------------ | ----------------------------------------------------------------- | --------------------------------------------- | ------------------------------------------ |
| 1  | Portrait of Martha Washington              | Martha Washington (13 de juny de 1731 - 22 de maig de 1802)       | 30 d'abril de 1789 — 4 de març de 1797        | George Washington                          |
| 2  | Portrait painting of Abigail Adams         | Abigail Adams (22 de novembre de 1744 - 28 d'octubre de 1818)     | 4 de març de 1797 — 4 de març de 1801         | John Adams                                 |
| 3  | Portrait painting of Martha Jefferson      | Martha Jefferson (27 de setembre de 1772 – 10 d'octubre de 1836)  | 4 de març de 1801 — 4 de març de 1809         | Thomas Jefferson                           |
| 4  | Portrait painting of Dolley Madison        | Dolley Madison                                                    | 4 de març, 1809 - 4 de març, 1817             | James Madison                              |
| 5  | Portrait painting of Elizabeth Monroe      | Elizabeth Monroe                                                  | 4 de març, 1817 - 4 de març, 1825             | James Monroe                               |
| 6  | Portrait engraving of Louisa Adams         | Louisa Adams                                                      | 4 de març, 1825 - 4 de març, 1829             | John Quincy Adams                          |
| 7  |                                            | Rachel Jackson                                                    | (morta abans de la presidència del seu marit) | Andrew Jackson                             |
| 8  |                                            | Hannah Van Buren                                                  | (morta abans de la presidència del seu marit) | Martin Van Buren                           |
| 9  | Portrait painting of Anna Tuthill Harrison | Anna Harrison                                                     | 4 de març, 1841 - 4 d'abril, 1841             | William H. Harrison (mor durant el mandat) |
| 10 | Portrait painting of Letitia Tyler         | Letitia Tyler (morta durant el mandat)                            | 4 de març, 1841 - 10 de setembre, 1842        | John Tyler                                 |
| 11 | Portrait painting of Sarah Polk            | Sarah Polk                                                        | 4 de març, 1845 - 4 de març, 1849             | James K. Polk                              |
| 12 | Portrait painting of Margaret Taylor       | Margaret Taylor                                                   | 4 de març, 1849 - 4 de març, 1950             | Zachary Taylor (mor durant el mandat)      |
| 13 | Portrait painting of Abigail Fillmore      | Abigail Fillmore                                                  | 9 de juliol, 1850 - 4 de març, 1858           | Millard Fillmore                           |
| 14 | Engraving of Jane Pierce                   | Jane Pierce                                                       | 4 de març, 1853 - 4 de març, 1857             | Franklin Pierce                            |
| 15 | Portrait photograph of Harriet Lane        | Harriet Buchanan                                                  | 4 de març, 1857 - 4 de març, 1861             | James Buchanan                             |
| 16 | Portrait photograph of Mary Lincoln        | Mary Todd Lincoln                                                 | 4 de març, 1861 - 15 d'abril, 1865            | Abraham Lincoln (assassinat)               |
| 17 | Portrait engraving of Eliza Johnson        | Eliza Johnson                                                     | 15 d'abril, 1865 - 4 de març, 1869            | Andrew Johnson                             |
| 18 | Portrait photograph of Julia Grant         | Julia Grant                                                       | 4 de març, 1869 - 4 de març, 1877             | Ulysses S. Grant                           |
| 19 | Portrait photograph of Lucy Hayes          | Lucy Hayes                                                        | 4 de març, 1877 - 4 de març, 1881             | Rutherford B. Hayes                        |
| 20 | Portrait photograph of Lucretia Garfield   | Lucertia Garfield                                                 | 4 de març, 1881 - 19 de setembre, 1881        | James A. Garfield (assassinat)             |
| 21 | Portrait of Ellen Arthur                   | Nell Arthur                                                       | (morta abans de lapresidència del seu marit)  | Chester A. Arthur                          |
| 22 | Portrait of Frances Cleveland              | Frances Cleveland (1)                                             | 2 de juny, 1886 - 4 de març, 1889             | Grover Cleveland                           |
| 23 | Portrait of Caroline Harrison              | Caroline Harrison (morta durant el mandat)                        | 4 de març, 1889 - 25 d'octubre, 1892          | Benjamin Harrison                          |
| 24 | Portrait of Frances Cleveland              | Frances Cleveland (2)                                             | 4 de març, 1893 - 4 de març, 1897             | Grover Cleveland                           |
| 25 | Portrait of Ida McKinley                   | Ida McKinley                                                      | 4 de març, 1897 - 14 de setembre, 1901        | William McKinley (assassinat)              |
| 26 | Portrait of Edith Roosevelt                | Edith Roosvelt                                                    | 14 de setembre, 1901 - 4 de març, 1913        | Theodore Roosvelt                          |
| 27 |                                            | Helen Taft                                                        | 4 de març, 1909 - 4 de març, 1913             | William H. Taft                            |
| 28 | Portrait of Ellen Wilson                   | Ellen Axson Wilson (morta durant el mandat)                       | 4 de març, 1913 - 6 d'agost, 1914             | Woodrow Wilson                             |
| 28 | Portrait of Edith Wilson                   | Edith Wilson                                                      | 18 de desembre, 1915 - 4 de març, 1921        | Woodrow Wilson                             |
| 29 | Portrait of Florence Harding               | Florence Harding                                                  | 4 de març, 1921 - 2 d'agost, 1923             | Warren G. Harding (mor durant el mandat)   |
| 30 | Grace Coolidge                             | Grace Coolidge                                                    | 2 d'agost, 1923 - 4 de març, 1929             | Calvin Coolidge                            |
| 31 | Portrait of Lou Hoover                     | Lou Hoover                                                        | 4 de març, 1929 - 4 de març, 1933             | Herbert Hoover                             |
| 32 | Portrait of Eleanor Roosevelt              | Eleanor Roosevelt                                                 | 4 de març, 1933 - 12 d'abril, 1945            | Franklin D. Roosevelt (mor)                |
| 33 | Portrait of Bess Truman                    | Elizabeth "Bess" Truman                                           | 12 d'abril, 1945 - 20 de gener, 1953          | Harry S. Truman                            |
| 34 | Portrait of Mamie Eisenhower               | Mamie Eisenhower                                                  | 20 de gener, 1953 - 20 de gener, 1961         | Dwight D. Eisenhower                       |
| 35 | Portrait Of Jaqueline Kennedy              | Jacqueline Kennedy (28 de juliol de 1929 - 19 de maig de 1994)    | 20 de gener de 1961 — 22 de novembre de 1963  | John F. Kennedy                            |
| 36 | Portrait of Lady Bird Johnson              | Lady Bird Johnson (22 de desembre de 1912 - 11 de juliol de 2007) | 22 de novembre de 1963 — 20 de gener de 1969  | Lyndon B. Johnson                          |
| 37 | Portrait of Pat Nixon                      | Pat Nixon (16 de març de 1912 - 22 de juny de 1993)               | 20 de gener de 1969 — 9 d'agost de 1974       | Richard W. Nixon                           |
| 38 | Portrait of Betty Ford                     | Elizabeth "Betty" Ford (8 d'abril de 1918 - 8 de juliol de 2011)  | 9 d'agost de 1974 — 20 de gener de 1977       | Gerald Ford                                |
| 39 | Portrait of Rosalynn Carter                | Rosalynn Carter (18 d'agost de 1927)                              | 20 de gener de 1977 — 20 de gener de 1981     | Jimmy Carter                               |
| 40 | Portrait of Nancy Reagan                   | Nancy Reagan (6 de juliol de 1921 - 6 de març de 2016)            | 20 de gener de 1981 — 20 de gener de 1989     | Ronald Reagan                              |
| 41 |                                            | Barbara Bush (8 de juny de 1925 - 17 d'abril de 2018)             | 20 de gener de 1989 — 20 de gener de 1993     | George H. W. Bush                          |
| 42 | Portrait of Hillary Rodham Clinton         | Hillary Clinton (26 d'octubre de 1947)                            | 20 de gener de 1993 — 20 de gener de 2001     | Bill Clinton                               |
| 43 | Portrait of Laura Bush                     | Laura Bush (4 de novembre de 1946)                                | 20 de gener de 2001 — 20 de gener de 2009     | George W. Bush                             |
| 44 | Portrait of Michelle Obama                 | Michelle Obama (17 de gener de 1964)                              | 20 de gener de 2009 — 20 de gener de 2017     | Barack Obama                               |
| 45 | Photograph of Melania Trump                | Melania Trump (26 d'abril de 1970)                                | 20 de gener de 2017 — 20 de gener de 2021     | Donald Trump                               |
| 46 |                                            | Jill Biden (3 de juny de 1951)                                    | 20 de gener, 2021 — present                   | Joe Biden                                  |